# 服部康雄
服部 康雄 （はっとり やすお、1956年 - ）は日本出身のサッカー指導者、元サッカー選手。選手時代のポジションはMF。静岡県教育委員会スポーツ振興室主席指導主事を経て、静岡県立静岡西高等学校副校長、静岡県立島田工業高等学校校長。
現在は静岡県サッカー協会専務理事を務める。

## 人物
藤枝市立藤枝中学校3年次の全国中学校サッカー大会で準優勝。高校は地元の静岡県立藤枝東高等学校へ進学。1年次からレギュラーの座を掴み、1972年度、1973年度の全国高等学校サッカー選手権大会では中村一義らと共に2年連続準優勝に貢献した。
大学は東京教育大学（筑波大学の前身）に進学したが腰の怪我のためトップレベルでのプレーを断念。卒業後に教員となり、1980年に静岡県立湖西高等学校に赴任。1984年からは静岡県立庵原高等学校へ赴任。また、静岡県教員サッカー団芙蓉クラブでもプレーを続けた。1995年から母校の藤枝東高に赴任した。
1997年に同校を12年ぶりの高校選手権出場に導きベスト4進出。2000年高校総体準優勝、2007年高校選手権準優勝などに導いた。2008年3月に、静岡県教育委員会スポーツ振興室主席に就任するため同高を勇退した。
高校時代の恩師、長池実の指導法に大きな影響を受けているという。藤枝東高校監督時代には長谷部誠、成岡翔、岡田隆、大井健太郎、村松大輔、河井陽介らを日本プロサッカーリーグへと送り出している。

## 選手経歴
- 藤枝市立藤枝中学校
- 静岡県立藤枝東高等学校
- 東京教育大学
- 静岡県教員団芙蓉クラブ

## 指導者経歴
- 静岡県立湖西高等学校
- 静岡県立庵原高等学校
- 静岡県立静岡南高等学校
- 静岡県立藤枝東高等学校